# Texas Patti

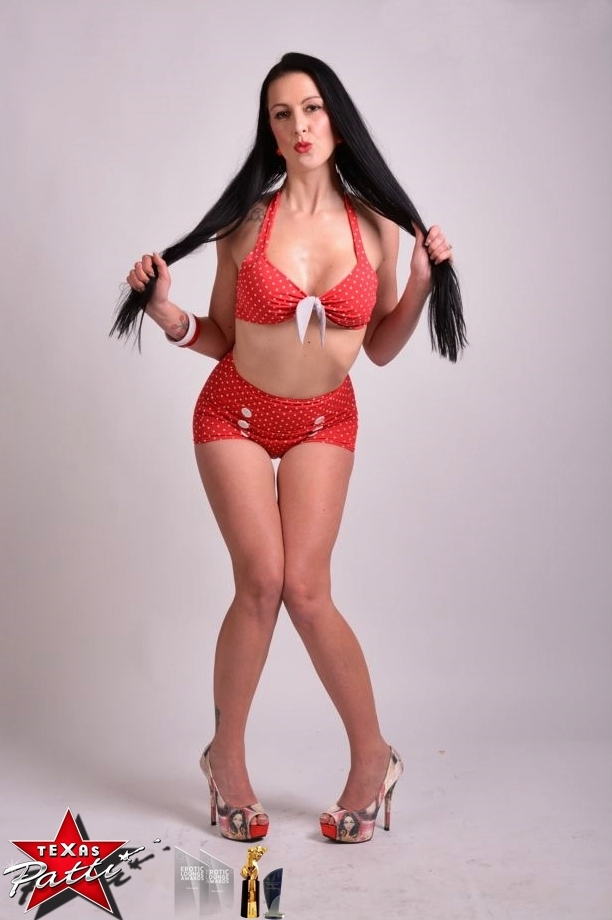
Texas Patti (2015)

Texas Patti (* 3. Januar 1982 in Münster; bürgerlicher Name Bettina Habig) ist eine deutsche Pornodarstellerin.

## Leben und Wirken
Erste Bekanntheit erlangte Patti dadurch, dass sie ihren Beruf als Zahnarzthelferin in Münster verlor, weil sie nebenberuflich Erotikfilme produzierte. Mittlerweile ist sie in mehr als 250 professionellen Produktionen für Videorama als Darstellerin aufgetreten. Sie moderierte die Serien von Harry S. Morgan (Happy Video Privat und Junge Debütantinnen) und die dazugehörige Web-TV-Sendung sowie 2014 das TV-Format DSDSA (Deutschland sucht den Super Arsch).
Patti ist seit November 2012 exklusives Model bei Happy Weekend, seit 2014 das offizielle Werbegesicht der Erotikfachmarktkette Novum, der Unternehmung 777 Webcams und der Erotic-Lounge (Telekom). Im Jahr 2015 wurde sie das Werbegesicht von Beate-Uhse.TV.
Texas Patti ist seit 2018 Brandambassador (Markenbotschafterin) von Reality Lovers und war das Penthouse-Covergirl im April 2019 (Deutschland-Ausgabe). Damit ist Texas Patti auch ein Penthouse Pet.
Im Jahr 2017 zog es Texas Patti in die USA. Dort wurde sie von Hustler, Evil Angel, Brazzers, Jules Jordan, Naughty America, Hard X, Gamma, Pornhub und vielen anderen großen Studios gebucht. Als exclusive model von OC Modeling ist Texas Patti die einzige deutsche Darstellerin.
2018 war Texas Patti im Sommerhaus der Pornostars. 2019 Host der XBIZ in Berlin, 2020 einer von zwölf Hosts der AVN Awards in Las Vegas.

## Auszeichnungen
- 2012 Miss Hot and More (Hottest Girl of the Year) by Hot and More[3]
- 2013 Erotic-Lounge Award (Erotiksparte der Telekom) als beste Darstellerin[4]
- 2013 Venus Award[5] Safer Sex, vorbildliche Produktion in One Night in Bangcock
- 2014 Erotic-Lounge Award als beste Darstellerin[6]
- 2015 Venus Award als beste Darstellerin Deutschland[7]
- 2016 EROTIC LOUNGE AWARD als beste Darstellerin 2015[8]
- 2016 Venus Award als beste Darstellerin
- 2016 Venus Award: Beste Serie für Auto, Motor, Sex
- 2017 Venus Award: beste Darstellerin International
- 2017 Venus Award: beste Serie Hüttenzauber
- 2017 Venus Award: bestes social Media Fancentro
- 2018 XBIZ Award: „Best Sex Scene – Gonzo“[9]
- 2018 VENUS Awards: „Beste Milf International“ und „Beste Virtual Reality Darstellerin“[10]
- 2018 INKED Awards: „Best oral“[11]
- 2019 Venus Award: Beste MILF
- 2025: Aufnahme in die AVN Hall of Fame[12]

## Filmografie (Auswahl)
- Happy Video Privat (8 Folgen), Videorama
- Junge Debütantinnen (8 Folgen), Videorama
- An die Arbeit du Arsch, Videorama
- Sex-Tagebücher, Puaka
- One Night in Bang-Cock, Videorama (Venus-Award-prämiert)
- The Dentalist, TSP (Texaspatti Pictures)
- Sexy Survival Camp, Sport 1
- Sexy Roadtrip, Sport 1
- Pornstar Diary, Beate-Uhse.TV / Texaspatti Pictures
- HauptstadtPorno, Magmafilm
- Heisse Katze, Texaspatti Oktano / Texaspatti Pictures
- Film Sexstars intim mit Texas Patti, Beate Uhse TV / Texaspatti Pictures
- Auto, Motor, Sex Texaspatti Pictures / Beate Uhse TV
- Texaspatti’s Poppbox Teile 1–8, Beate Uhse TV / Texaspatti Pictures
- Swingerclub Reportage Teile 1–4, Beate Uhse TV / Texaspatti Pictures
- Texaspatti’s Sexpension – Hüttenzauber, Beate Uhse TV / Texaspatti Pictures
- Texaspatti’s Private Swingerparty, Beate Uhse TV / Texaspatti Pictures
- Texaspatti’s versaute Karnevalsparty, Beate Uhse TV / Texaspatti Pictures
- Magma: Pimmelbongo 10
- Magma: Pimmelbingo 11
- Hitzefrei: Pattis Analen 1–6
- Hiztefrei: Milf Hunter 1–8
- Hitzefrei: City Check 1–12
- Hitzefrei: Männerschleppen 1–6
- Hustler: Step family anal massage
- Evil Angel: Anal craving MIlfs 5
- Evil Angel: Sluty Anal Milfs
- Evil Angel: Ass Workout 3
- Evil Angel: Butt Fucking a Milf
- Nuru Massage: fun with Tommy Gun
- Pornstar Platinum: Moms Cock Greedy 9
- Sweetheart Video: Mother Lovers Society
- Gamma: Milf Affairs 2
- Gamma: Lesbian House Hunters 19
- Gamma: Mom teach sex
- Alterotic: Fucked in Hollywood
- 3 rd. Degree: Cougar Orgy 2
- Legal Porn: tripple anal fun DP
- Legal Porn: Black Anal GB: Not a summer fling
- Brazzers: Sticky Fingers
- Brazzers: moms got some bazookas
- Brazzers: not a summer fling
- Aziani: Fuck and Fill my wife please
- Private: Hausfrau Holydays
- Private: Chocolate loving Milfs
- Private: first anal double Penetracion
- Private: Wistlerblower
- Naughty America: My friends hot Mom
- Naughty America: Texas Patti goes groupie for her sons friend
- Spizzo: hard black anal fuck
- Spizzo: Texas Pattis Anal Poolboy
- Wank Z: Texas Patti VR fucking 1
- Reality Lovers: Summerhouse of Stars
- Reality Lovers: Time Machine
- Realty Lovers:Texas Pattis Jobinterview
- Reality Lovers: Babes Directory
- Reality Lovers: Xmas extreme
- VR Bangers: Birthday surprise, piece of cake
- VR Bangers: Texas Patti, das ist fantastisch
- Pervmom: Texas Patti just ask for ANAL

## Tonträger
- fluxporn / the NO!art Statements, Langspielplatte (Psych.KG), neben Boris Lurie/Dietmar Kirves/Kommissar Hjuler/Mama Baer/Mischa Badasyan/Steve Dalachinsky[13]
- Texaspatti’s Sexpension, Ketzer
- One Night in Bangcock, Lutz
- Texaspatti Texasparty, Lutz
- Dirty Dentalist, Lutz